# Вігорозо да Сієна
Вігорозо да Сієна (*Vigoroso da Siena, 1240 — †1295) — італійський художник, представник пізнього романського (візантійського) мистецтва та готики.

## Життєпис
Про його життя відомо замало. За свої заслуги перед Сієною у 1276 році отримав громадянство республіки. Працював тут до самої смерті.
Вігорозо відомий в першу чергу як художник-мініатюрист. Манускрипти з його мініатюрами є в Венеції, Флоренції і Сієні. У найкращих мініатюрах художника можна бачити химерну винахідливість, більш характерну для раннього французького готичного живопису. Яскравий приклад того - книжкова мініатюра «Дванадцять Апостолів».
Крім цього Вігорозо да Сієна займався станковим живописом («Мадонна з немовлям і святими», 1291 рік, Національна галерея Умбрії, Перуджа), в якій наслідував візантійській традиції, Вігорозо був більш консервативний, ніж в мініатюрі.